# Koluszki
Koluszki er en by i powiaten Øst-Łódź i Łódź-voivodskabet i det centrale Polen. Den er et vigtigt jernbaneknudepunkt på landsbasis, og har også industri af lokal betydning. Byen fik byrettigheder i 1949 og har 13.391 indbyggere (2006).
- Wikimedia Commons har flere filer relateret til Koluszki